# Capital Economics
Capital Economics — крупнейшая в Европе консалтинговая компания в области макроэкономики. Базируется в Лондоне.  Выпускает экономические исследования, а также предлагает консультационные услуги, семинары, конференции и исследовательские проекты по заказу. В 2012 году  получила премию Вольфсона в области экономики за  предложение по выходу из еврозоны.

## История
Роджер Бутл основал Capital Economics в 1999 году. В 2014 году Бутл продал долю в Capital Economics Lloyds Banking Group  за 70 миллионов фунтов стерлингов. Четыре года спустя Phoenix Equity Partners приобрела контрольный пакет акций  компании; это оценило бизнес в 95 миллионов фунтов стерлингов. Бутл сохранил за собой роль председателя компании.

## Основные сотрудники
- Роджер Бутл, основатель
- Нил Ширинг (Neil Shearing), главный экономист
- Марк Уильямс (Mark Williams)  главный экономист по Азии